# Brasida
Brasida (in greco antico: Βρασίδας?, Brasìdas; Sparta, metà V secolo a.C. – Anfipoli, 422 a.C.) è stato un militare spartano, protagonista della prima fase della guerra del Peloponneso.

## Biografia
Dopo la sconfitta spartana nella battaglia di Sfacteria (425 a.C.), le sorti spartane furono risollevate da Brasida, che trasferì la guerra fuori dal Peloponneso. Con una lunga marcia condusse l'esercito fino in Tracia, presso la città di Anfipoli, utilizzata da Atene come base per il rifornimento di oro, legname e grano proveniente dal Ponto Eusino.
Attaccando Anfipoli, Brasida mirava a sottrarre ad Atene la zona da cui proveniva il legname necessario per la sua flotta, vero pilastro della potenza militare ateniese. Nel 424 a.C. la città cadde in mano agli Spartani e solo il centro di Eione sfuggì al condottiero spartano. La sconfitta ateniese provocò il supposto esilio ventennale dello storico Tucidide, che in quell'occasione agiva da stratego nella zona di Taso, isola di fronte alla Tracia, e non era stato in grado di difendere l'importante base ateniese. Brasida inoltre promosse la defezione dei calcidesi, promettendo la libertà e l'autonomia che Atene aveva loro negato.
Il principale scenario di guerra rimase la Tracia, dove nel 422 a.C. Cleone tentò la riconquista di Anfipoli, ma sia egli sia Brasida trovarono la morte in battaglia, evento che favorì l'instaurazione di una momentanea tregua tra le due potenze, culminata nella pace di Nicia del 421 a.C.

## Brasida nella letteratura
Nonostante Brasida e Cleone siano accomunati dal commediografo Aristofane, quali mestatori e guerrafondai, nella commedia La Pace, diverso è il commento che fa Tucidide del generale spartano: lo storico lo dipinge come «diverso» rispetto agli altri condottieri lacedemoni, giusto, moderato e pieno d'iniziativa rispetto ai suoi colleghi, insomma «il primo che, lasciata la sua città, apparve uomo onesto da ogni punto di vista» (IV, 81, 2-3), alludendo in particolare al suo proposito di rendere effettivamente indipendenti le poleis calcidesi.

## Videogiochi
Nel videogioco Assassin's Creed: Odyssey Brasida appare come alleato durante la seconda parte della storia. Alla fine diviene capo delle forze Spartane durante la battaglia di Anfipoli.